# Biotin-(acetil-KoA-karboksilaza) ligaza
Biotin-(acetil-KoA-karboksilaza) ligaza (EC 6.3.4.15, biotin-(acetil-KoA karboksilaza) sintetaza, biotin-(acetil koenzim A karboksilaza) sintetaza, acetil koenzim A holokarboksilazna sintetaza, acetil KoA holokarboksilazna sintetaza, biotin:apokarboksilazna ligaza, Biotin holoenzimska sintetaza, HCS) je enzim sa sistematskim imenom biotin:apo-(acetil-KoA:ugljen-dioksid ligaza (formira ADP)) ligaza (formira AMP). Ovaj enzim katalizuje sledeću hemijsku reakciju
ATP + biotin + apo-[acetil-KoA:ugljen-dioksid ligaza (formira ADP)] {\displaystyle \rightleftharpoons } AMP + difosfat + [acetil-KoA:ugljen-dioksid ligaza (formira ADP)]

## Literatura
- Nicholas C. Price; Lewis Stevens (1999). Fundamentals of Enzymology: The Cell and Molecular Biology of Catalytic Proteins (Third изд.). USA: Oxford University Press. ISBN 019850229X.
- Eric J. Toone (2006). Advances in Enzymology and Related Areas of Molecular Biology, Protein Evolution (Volume 75 изд.). Wiley-Interscience. ISBN 0471205036.
- Branden C; Tooze J. Introduction to Protein Structure. New York, NY: Garland Publishing. ISBN 0-8153-2305-0.
- Irwin H. Segel. Enzyme Kinetics: Behavior and Analysis of Rapid Equilibrium and Steady-State Enzyme Systems (Book 44 изд.). Wiley Classics Library. ISBN 0471303097.

## Spoljašnje veze
- Biotin---(acetyl-CoA-carboxylase)+ligase на 